# Diamante do Sul
Diamante do Sul est une municipalité brésilienne située dans l'État du Paraná.